# Турнир (фильм, 1974)
«Турнир» (кит. 中泰拳壇生死戰, англ. The Tournament) — гонконгский фильм с боевыми искусствами режиссёра Хуан Фэна, вышедший в 1974 году.

## Сюжет
Лю — уважаемый учитель боевых искусств в Гонконге со множеством учеников. Зная, что Чжан, один из учеников, вынужден участвовать в турнире по боксу в Бангкоке, Лю посылает с ним своего сына Хуна. Оба терпят сокрушительное поражение. Однако турнир считается чемпионатом между Гонконгом и Таиландом. Поэтому члены Ассоциации Боевых Искусств рассержены и винят учителя Лю. В то время, как свадьба Сяофэн отменена, а ученики уходят из школы, Лю совершает самоубийство. Ради восстановления репутации отца, Сяофэн и Хун решают поехать в Бангкок изучать тайский бокс в надежде победить тайского боксёра. Поединок организован между Хуном и известным тайским боксёром Най Сарат. Когда выходит ничья, хозяин просит матч-реванш. Сяофэн принимает вызов и противостоит лучшему тайскому боксёру. В итоге она побеждает.

## В ролях
| Актёр         | Роль                                            |
| ------------- | ----------------------------------------------- |
| Анждела Мао   | Лю Сяофэн                                       |
| Картер Вон    | брат Лю Сяофэн Хун                              |
| Мария И       | (камео)                                         |
| Гуань Шань    | Фан, глава Китайской Ассоциации Боевых Искусств |
| Гэ Сянтин     | учитель Лю                                      |
| Хван Ин Сик   | Итиро Иноэ                                      |
| Джордж Ирикян | босс                                            |
| С. Сутинат    | тайский боксёр                                  |
| С. Колачак    | тайский боксёр                                  |
| С. Марн       | тайский бандит                                  |
| П. Сири       | тайский бандит                                  |
| Саммо Хун     | член Ассоциации Боевых Искусств                 |
| Ян Ви         | брат похищенной девушки Чжан                    |
| Цзян Нань     | член Ассоциации Боевых Искусств                 |
| Чань Чхюнь    | член Ассоциации Боевых Искусств                 |
| Уилсон Тхон   | член Ассоциации Боевых Искусств                 |
| Чжу Му        | Ху                                              |
| Ду Нин        |                                                 |
| Ван Чэнь      | Ли Цихун                                        |
| Хуан Фэн      | член Ассоциации Боевых Искусств                 |

## Отзывы
Фильм получил умеренные отзывы. Критике в основном подвергается сюжет картины, в то время как одобрение получают сцены боёв. К другим недостаткам фильма кинокритики относят неоправданное затягивание некоторых сцен и преднамеренную истерию героев фильма.